# Steinjoch
Das Steinjoch ist ein 2187 m ü. A. hoher Berg in den Stubaier Alpen an der Grenze zwischen Nord- und Südtirol.

## Lage und Landschaft
Das Steinjoch liegt am Alpenhauptkamm bzw. im östlichen Hauptkamm der Stubaier Alpen wenige Kilometer südwestlich des Brennerpasses. Über den Kamm verläuft die Grenze zwischen Nordtirol (Gemeinde Gries am Brenner) und Südtirol (Gemeinde Brenner), sowie seit dem Inkrafttreten des Vertrags von Saint-Germain 1920 die Staatsgrenze zwischen Österreich und Italien.
Als westlicher Nachbar im Kamm folgt das Kreuzjoch. Im Nordosten folgt der Sattelberg, getrennt durch den Sattel (Passo Sella).
So wie die weiteren Gratgipfel der näheren Umgebung ist das Steinjoch eine eher sanfte Erhebung.
Der Gipfel lässt sich von österreichischer oder italienischer Seite als lange, aber einfache Bergwanderung erreichen.